# 公正世界理论
公正世界理论或公正世界假定，亦稱公平世界谬误，是一種認知偏誤。这个假说由美国心理学家Melvin Lerner所提出，相信的人假设了这个世界是公平公正的，因此心理运作模式总是“善有善报，恶有恶报”，坏事不降临在好人身上（例：「可憐之人」必「有可恨之處」），所以若某人遭遇不幸事件，则他做了坏事，恶有恶报，反之亦然，但事實可能並非如此，因而犯上邏輯學上的非形式謬誤。
这个谬误最常见的例子，就是指责受害人。例如：被强奸的受害人，被人认为是由于个人不够小心或穿着暴露所导致，而忘了加害人才是应该被谴责的。

## 對行為與態度的影響

### 霸凌
有鑑於其他對於公正世界理論的研究，研究人員預期說較為相信公正世界理論的人更可能會指責霸凌受害者；然而，研究顯示，較為相信公正世界理論的人，在事實上比其他人有更強烈的反霸凌傾向，其他一些研究也發現說較為相信公正世界理論的人比較不會去欺負他人、成為霸凌加害者；也就是說，越相信公正世界理論的人，越不會參與霸凌、欺負他人，也越不會指責霸凌受害者。
這些研究結果驗證了Lerner對於公正世界信念是行為管理的「合約」的理解；此外，研究顯示對公正世界理論的信仰，在學校環境中，對兒童與青少年的心理健康有保護作用，同樣的狀況也出現在一般大眾當中。

### 貧困
研究人员通过公正世界假说的视角探讨了人们对贫困的反应。坚持公正世界理论者与指责穷人有强相关，而对公正世界信念较弱的人则主张贫穷是来自于外部原因，包括世界经济体系、战争和剥削。

## 外部連結
- 女性自由别剥夺，加害者就是错！—— 生活志 | 星洲网 Sin Chew Daily （页面存档备份，存于）
- Neither/Nor: 公正的世界 （页面存档备份，存于）
- 為什麼，我們會指責受害者，而非加害者呢？/ The Mystery of Victim | 圖文不符Simpleinfo  （页面存档备份，存于）